# Tiberino

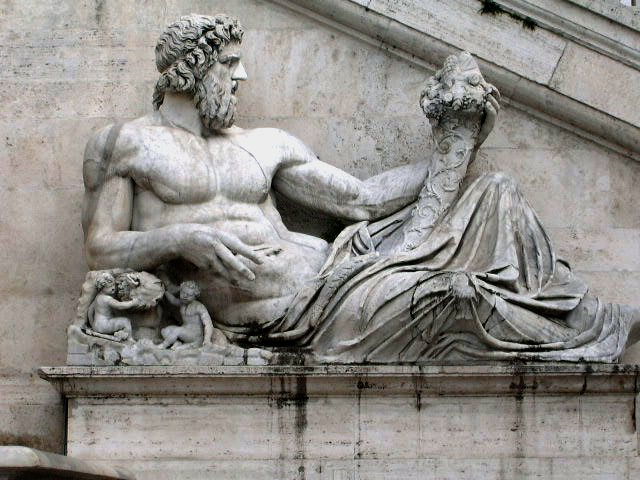
Statua che rappresenta Tiberino al Palazzo Senatorio

Tiberino (Tiberinus in Latino) è una figura della mitologia romana. È una delle più antiche divinità italiche: col nome Tiberino veniva infatti indicato il dio fluviale del Tevere. Secondo la mitologia romana era fratello di Fonto, dio delle sorgenti, e figlio di Giano e di Camese, ninfa delle acque.
La sua festa annuale (le Tiberinalia) veniva celebrata l'8 dicembre, anniversario della fondazione del tempio del dio sull'Isola Tiberina ed era un rito di purificazione e propiziatorio.
Orazio, ricordando uno straripamento del fiume dopo la morte di Cesare, chiama Tiberino sposo di Ilia o Rea Silvia, che egli avrebbe accolto nelle sue acque, cacciata da Amulio.
Il culto di Tiberino, tradizionalmente fondato da Romolo, ebbe notevole importanza nella topografia sacrale di Roma. Sacra era l'isola Tiberina, sede di un santuario del dio infero Veiove e poi del santuario di Esculapio.
Nel libro VIII dell'Eneide il dio Tiberino, in forma di vecchio avvolto da un velo verde grigio e coronato di canne, appare in sogno ad Enea e gli suggerisce di risalire la corrente del fiume fino al Palatino, ove sorge il Pallanteo di Evandro (l'episodio è stato immortalato in un'incisione di Bartolomeo Pinelli, Enea e il dio Tiberino).

## Galleria d'immagini

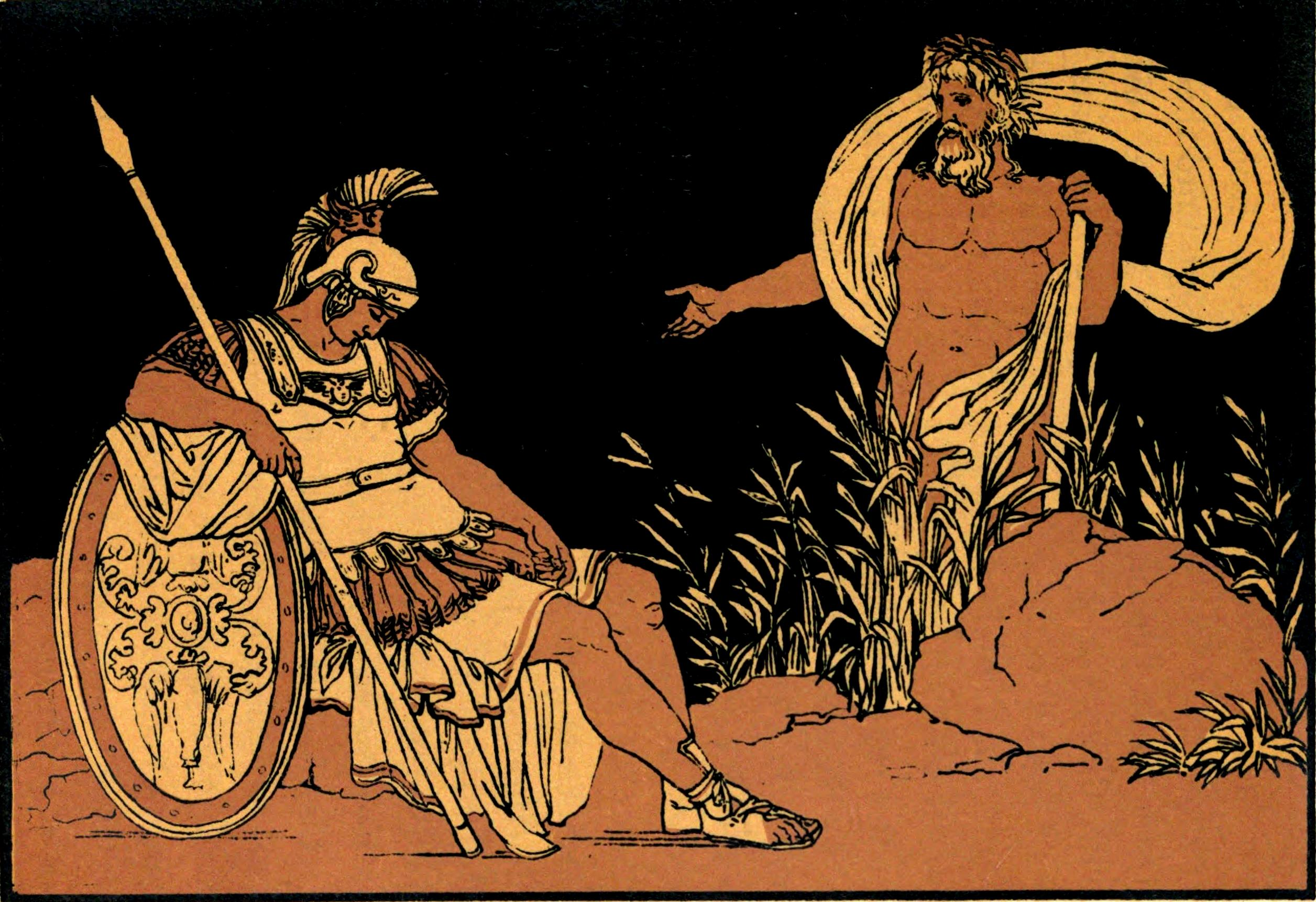
Enea e il dio Tiberino di Bartolomeo Pinelli
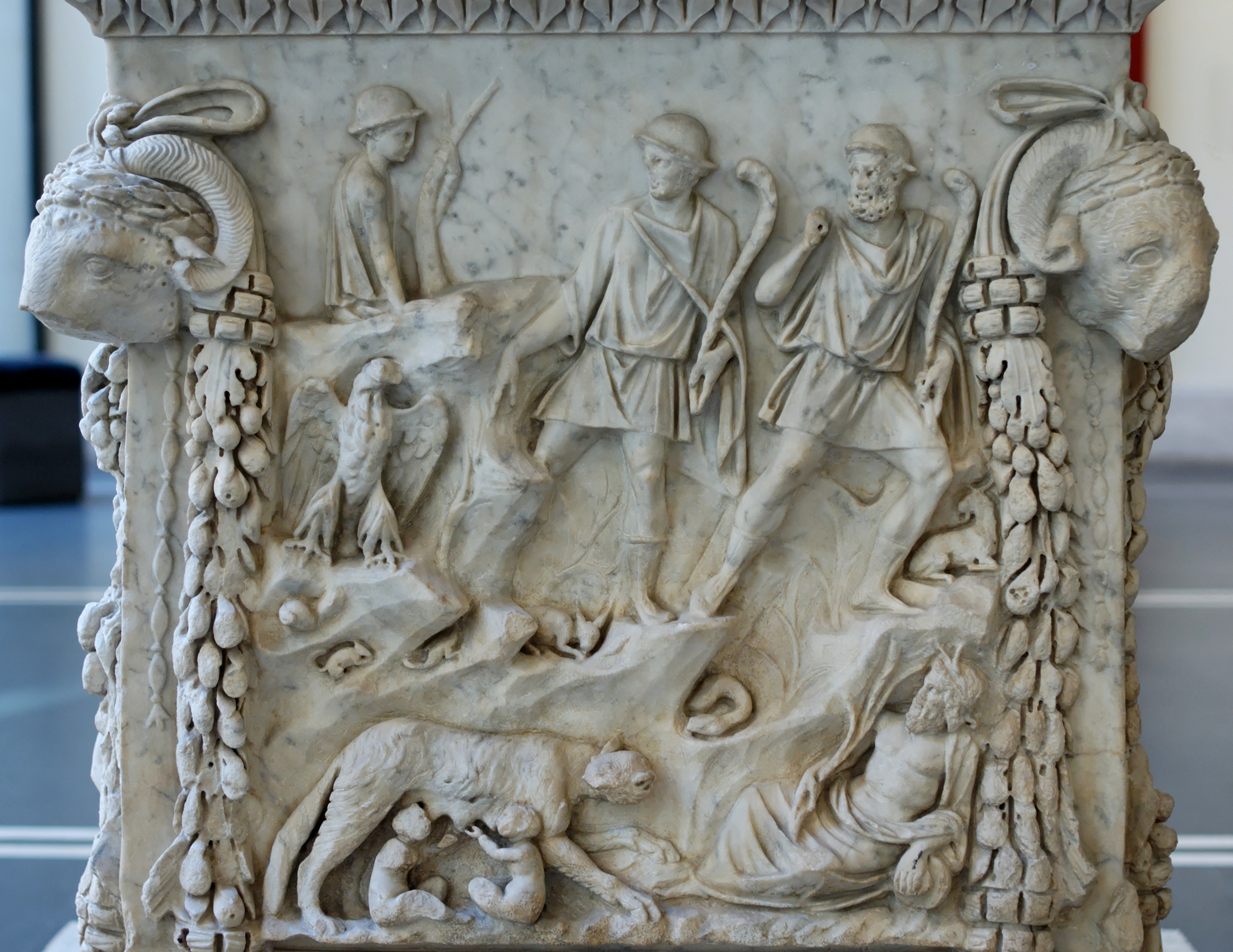
Altare con Tiberino, Romolo e Remo